# Comarque de Baztan
La comarque de Baztan ou Baztanaldea en basque, est une comarque et une sous-zone (selon la Zonification Navarre 2000) de la Communauté forale de Navarre (Espagne), appartenant à la zone Nord-ouest. Ce secteur est formé par trois municipalités (Baztan, Urdazubi et Zugarramurdi) et fait partie de la mérindade de Pampelune.

## Géographie
La comarque se situe dans la partie nord de la Communauté forale de Navarre dans la zone géographique appelée Montagne de Navarre. Elle a une superficie de 390 km² et ses limites sont:
- au nord la France
- au sud les comarques d'Auñamendi et d'Ultzamaldea
- à l'ouest avec celles de Malerreka et Bortziriak[2].

## Municipalités
La comarque de Baztan est composée par 3 communes dans le tableau ci-dessous (données population, superficie et densité de l'année 2009 selon l'INE.
| Municipalité | Population | Superficie | Densité |
| ------------ | ---------- | ---------- | ------- |
| Baztan       | 8 127      | 373,55 km2 | 21,76   |
| Urdax        | 368        | 7,75 km2   | 47,48   |
| Zugarramurdi | 218        | 5,46 km2   | 39,93   |

### Sources
- (es) Cet article est partiellement ou en totalité issu de l’article de Wikipédia en espagnol intitulé « Baztán (comarca) » (voir la liste des auteurs).